# Neolithicum in Afrika

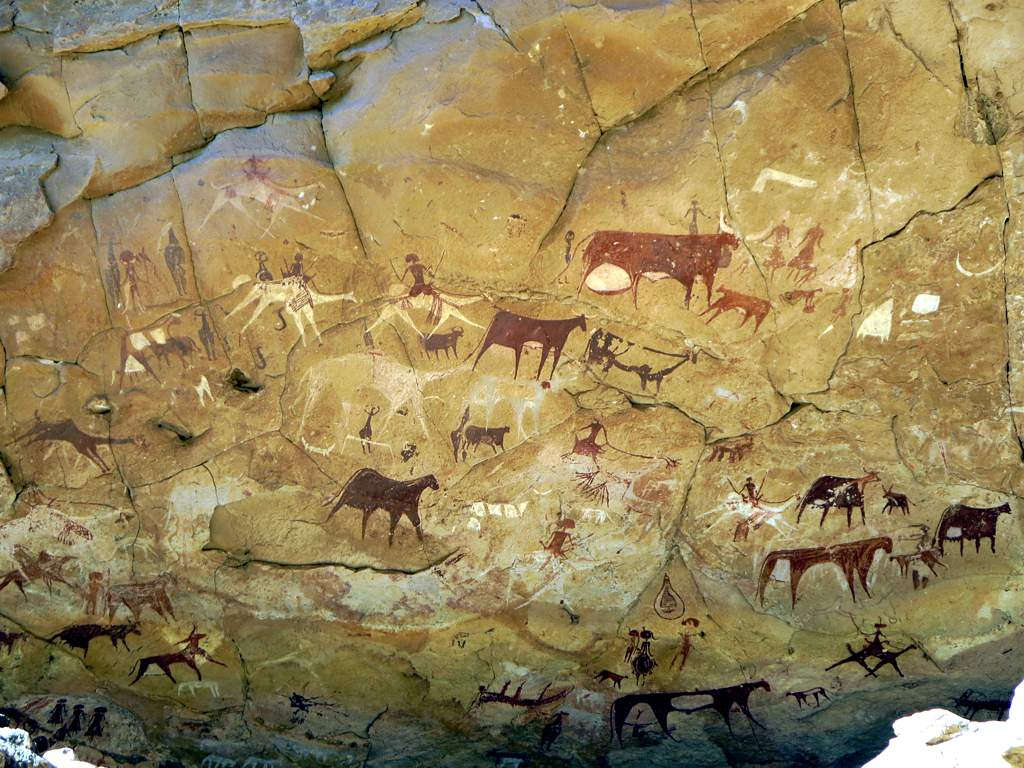
rotsschilderingen van neolithische herders in het Ennedimassief, Tsjaad (de kamelen zijn een latere toevoeging)

Het neolithicum in Afrika ontstond later dan in West-Azië en was hier waarschijnlijk een afgeleide van.
Er zijn in Afrika twee vroege neolithische kerngebieden aan te wijzen. In Nubië vindt men al vroeg de eerste tekenen van landbouw, veeteelt en aardewerkproductie,  waarschijnlijk door beïnvloeding vanuit het Arabisch Schiereiland. In de Nijldelta vestigden zich landbouwers uit de Levant.

## Nubië
In de Nijlvallei ziet men al vroeg voorlopers van landbouw. Bij de Qadancultuur (13.000-9.000 v.Chr.) werden al systematische inspanningen gedaan om lokale wilde planten te verzorgen, irrigeren en oogsten, zonder echter op geordende wijze te zaaien.
Vanaf het 8e millennium v.Chr. werd er in de Nijlvallei het oudste keramiek van Afrika gemaakt, het zogenaamde golfpatroon-keramiek (Wavy Line Pottery). Dit verspreidde zich van de Khartoemculturen tot ver over de Sahara, tot bij de Kiffian-cultuur (7.700 tot 6.200 v.Chr.) in de Ténéré.
Gedomesticeerde schapen, geiten en runderen van Zuidwest-Aziatische oorsprong werden rond 6000 v.Chr. voor het eerst geïntroduceerd in Noord-Soedan. De herderscultuur van het pastoraal neolithicum ontstond, welke zich verspreidde naar de Sahara (Tenerian) en Oost-Afrika (Savanne-pastoraal neolithicum).

## Noord-Afrika
In Noord-Afrika werd vanaf rond 9.000 v.Chr. het Ibéromaurusien opgevolgd door het subneolithische Capsien en de komst van een nieuw, gracieler mensentype uit het oostelijke Middellandse Zeegebied. Ook ontstonden er langs de kust verspreid nederzettingen van de Cardiaal-impressocultuur. 

## Egypte
Vanaf 6000 v.Chr. vormen zich onder invloed van de Levant nederzettingen met een volledig neolithische levenswijze in het huidige Egypte. De Fajoemcultuur (4-3000 v.Chr.) toont duidelijke banden met de Jordaanvallei en het daar gevonden Yarmukian.

## Sahara
Na het einde van de ijstijd waren er perioden waarin de Sahara een groen en vruchtbaar gebied was. Tijdens het Holoceen subpluviaal vestigden er zich zowel vanaf de kust van de Middellandse Zee als vanuit het zuiden mensen. Tijdens het pastoraal neolithicum begon men in dit gebied runderen, schapen en geiten te houden. 
in de Sahara bloeide van ongeveer 5200–2500 v.Chr. het  Tenerian. De Teneriërs waren naast vissers en jagers ook de eerste veeherders in de Sahara. Ze introduceerden de eerste schapen en runderen in de Sahara, welke zij afbeelden in rotstekeningen. Bewijzen voor het verbouwen van graan zijn ook gevonden.
Met de uitdroging van de Sahara trokken de bewoners zich samen in een aantal oasen en in het dal van de Nijl. Andere herdersvolken trokken naar de savannes van Oost-Afrika waar het  Savanne-pastoraal neolithicum ontstond.